# Clădirea Maternității nr. 2 din Chișinău
Clădirea Maternității nr. 2, cu parcul adiacent este o clădire amplasată pe bd. Grigore Vieru, 12 în Chișinău, Republica Moldova. Este un monument arhitectural de importanță națională inclus în Registrul monumentelor Republicii Moldova ocrotite de stat cu nr. 384.2 (municipiul Chișinău). Datează din anii 1950.